# Samuel J. Palmisano
Samuel J. Palmisano (29 de julio de 1951) fue el administrador, presidente y director ejecutivo de IBM.
Compañía que hasta 2009 fue la más grande del mundo dentro de la industria de Tecnología de la Información (TICs). Fue elegido Presidente en octubre de 2002 y ha servido como Gerente General desde marzo de 2002.